# 3432-es busz
A 3432-es jelzésű regionális autóbuszvonal Eger, Füzesabony, Mezőtárkány/Besenyőtelek, Poroszló és Sarud között húzódik, amelyet a MÁV Személyszállítási Zrt. üzemeltet.

## Útvonala
Az autóbuszvonal Heves vármegye megyeszékhelyét és egyik községét, Egert és Sarudot köti össze kettő útvonalon, melynek egyikén Dormánd és Besenyőtelek, másikán Mezőtárkány településeket fűzi útvonalára Kerecsenden, Füzesabonyon, Poroszlón és Újlőrincfalván kívül. A legtöbb járat Füzesabonyban állomásozik.
A járatok Egeren belül a forgalmasabb; azon kívül minden állomáson és megállóhelyen megállnak. A megyeszékhelyen belül Lajosvárost érintik a 25-ös főúton, Kerecsendtől a 3-as főúton közlekednek Füzesabonyba. Kettő munkásjáratot kivéve az összes útvonalára fűzi a vasútállomást, ahol útvonaluk szétválik:
- egyik része Mezőtárkányon át jár, úgy éri el a 33-as főutat
- másik része a 33-ason Dormándon és Besenyőtelken át jár, a kettő vonalvezetés a mezőtárkányi elágazásban olvad össze.

Egyetlen hétköznapi indítást kivéve Poroszló teljes belterülete feltárt egészen állomásáig. Végállomásukra, Sarudra közutakon jutnak el Újlőrincfalva keresztezésével.

## Közlekedése
Az autóbuszjáratok munkanaponta és szabadnaponta közlekednek műszakváltások idejében, 8 óránként Füzesabony és Sarud közt. Tanítási naponta meghosszabbított járat indul Egerből.
Eger és Sarud kapcsolatát tovább emelik Tiszanána felé a 3431-es buszok.
Eger és Kerecsend között a 3440-es; Kerecsend és Besenyőtelek között a 3430-as buszok útján haladnak.
| Viszonylat                                    | Indításszám     | Közlekedési rend          |
| --------------------------------------------- | --------------- | ------------------------- |
| Eger, aut. áll. ➝ Sarud, Táncsics út 26.      | 1 oda           | tanítási naponta          |
| Füzesabony, Pikopack ➝ Sarud, kh.             | 1 oda           | munkanaponta              |
| Füzesabony, Pikopack ➝ Sarud, kh.             | 1 oda           | szabadnaponta             |
| Füzesabony, Pikopack – Sarud, Táncsics út 26. | 1 oda, 3 vissza | tanítási naponta          |
| Füzesabony, Pikopack – Sarud, Táncsics út 26. | 2 pár           | tanszünetben munkanaponta |
| Füzesabony, Pikopack – Sarud, Táncsics út 26. | 1 vissza        | szabadnaponta             |
| Füzesabony vá. ⭠ Sarud, Táncsics út 26.       | 1 vissza        | munkanaponta              |

### Járművek
Az autóbuszvonalon kizárólag szóló autóbuszok közlekednek, melyek többségében Credo Econell 12 járművek. Ezen kívül elvétve jelenik meg Ikarus C56-os, MAN Lion’s Classic típusú jármű és Volvo variáns.

### Csatlakozások
- Füzesabony vasútállomáson – Budapest és Miskolc felé/felől vonatra (Budapest–Sátoraljaújhely-vasútvonal).

## Megállóhelyei
|                                                       | 0                              | Eger, autóbusz-állomás végállomás           | | 0.0 km  | 2, 2A, 4, 5, 5A, 6, 7, 7A, 11, 12, 14, 14E, 16, 17, 112, 914 1049, 1050, 1051, 1053, 1054, 1343, 1344, 1346, 1347, 1348, 1349, 1351, 1352, 1362, 1380, 1383, 1426, 1427, 1428, 1447, 1466, 1468, 1517 3400, 3402, 3403, 3405, 3406, 3407, 3408, 3409, 3410, 3411, 3412, 3414, 3415, 3416, 3417, 3418, 3419, 3420, 3423, 3424, 3426, 3430, 3431, 3433, 3434, 3435, 3440, 3441, 3442, 3443, 3444, 3445, 3446, 3448, 3450, 3455, 3456, 3457, 3458, 3462, 3469, 3470, 3471, 3472, 3473, 3474, 3476, 3479, 3480, 3481, 3482, 3483, 3484, 3488, 3604, 3660, 3667, 4012, 4014, 4015, 4157 |
| 1                                                     | Eger vasútállomás, bejárati út | 1.4 km                                      | 3A, 6, 11, 12, 13, 14, 14E, 112, 113 1050, 1051, 1053, 1054, 1343, 1346, 1348, 1362, 1380, 1383, 1402, 1427, 1466, 1517 3400, 3402, 3407, 3408, 3410, 3411, 3414, 3423, 3424, 3426, 3430, 3431, 3433, 3434, 3435, 3436, 3440, 3441, 3442, 3443, 3444, 3445, 3446, 3448, 3472, 3479, 3482, 3484, 3667, 4011, 4015, 4157 IR87 , személyvonat – Eger (87, 87a) |         | |
| 2                                                     | Eger, Tompa utca               | 3.0 km                                      | 3A, 6, 11, 12, 13, 14, 14E, 16, 112, 113, 914 1050, 1051, 1053, 1054, 1343, 1346, 1348, 1362, 1380, 1427, 1466, 1517 3402, 3408, 3410, 3411, 3414, 3423, 3424, 3426, 3430, 3431, 3433, 3434, 3435, 3436, 3440, 3441, 3442, 3443, 3444, 3445, 3446, 3448, 3472, 3479, 3482, 3484, 3667, 4011, 4015, 4157                                                     |         | |
| 3                                                     | Kerecsend, Fő út 60.           | 13.7 km                                     | 1050, 1054, 1343, 1348, 1362, 1402, 1427, 1466, 1517 3423, 3424, 3430, 3431, 3433, 3434, 3440, 3441, 3442, 3443, 3444, 3445, 3446, 3448, 3450, 3667 |         | |
| 4                                                     | Kerecsend, Füzesabonyi út 75.  | 14.6 km                                     | 1343, 1362, 1517 3423, 3424, 3430, 3431, 3433, 3434, 3450 |         | |
| 5                                                     | Pusztaszikszó                  | 18.0 km                                     | 1466 3423, 3424, 3430, 3431, 3433, 3434, 3450 |         | |
| 0                                                     | 6                              | Füzesabony, Pikopack vonalközi végállomás   | 0.0 km | 20.3 km | 1517 3423, 3424, 3426, 3430, 3431, 3433, 3434, 3436, 3450, 3500, 3511, 4014 |
|                                                       | 7                              | Füzesabony, erősítő üzem                    | | 21.4 km | 1517 3423, 3424, 3426, 3430, 3431, 3433, 3434, 3436, 3450, 3500, 3511, 4014 |
| 1                                                     |                                | Füzesabony vasútállomás, bejárati út        | 2.7 km |         | 1343, 1346, 1466 3405, 3423, 3424, 3426, 3430, 3431, 3433, 3434, 3436, 3450, 3500, 3511, 4014 |
| Munkanaponta 5; szabadnaponta 1 járat által érintett. |                                |                                             | |         | |
| ∫                                                     | ∫                              | Füzesabony vasútállomás                     | ∫ | ∫       | 1343, 1346, 1362, 1376, 1466, 1517 3405, 3423, 3424, 3426, 3430, 3431, 3433, 3434, 3436, 3450, 3500, 3511, 4014 expresszvonat, IC, InterRégió, IR87 , sebesvonat, személyvonat – Füzesabony (80, 87a, 108) |
| 1                                                     |                                | Füzesabony vasútállomás, bejárati út        | 2.7 km |         | 1343, 1346, 1466 3405, 3423, 3424, 3426, 3430, 3431, 3433, 3434, 3436, 3450, 3500, 3511, 4014 |
|                                                       | 8                              | Füzesabony, tüzép                           | | 23.8 km | 1343, 1517 3430, 3430, 3431, 3433, 3434, 3436 |
| 9                                                     | Dormánd, autóbusz-váróterem    | 26.1 km                                     | 1343, 1346 3430, 3431, 3433, 3434, 3436 |         | |
| 10                                                    | Besenyőtelek, kisbolt          | 27.7 km                                     | 1343 3430, 3431, 3433, 3434, 3436 |         | |
| 11                                                    | Besenyőtelek, központ          | 28.3 km                                     | 1343, 1346 3430, 3431, 3433, 3434, 3436 |         | |
| 2                                                     |                                | Füzesabony, Szent János tér                 | 4.5 km |         | 3423, 3511, 4014 |
| 3                                                     | Mezőtárkány, Bagoly tér        | 8.5 km                                      | 3423, 3511, 4014 |         | |
| 4                                                     | Mezőtárkány, faluközpont       | 9.3 km                                      | 3423, 3511, 4014 |         | |
| Munkanaponta 1 járat által nem érintett.              |                                |                                             | |         | |
| 5                                                     | 12                             | Poroszló, Fő út 81.                         | 27.0 km | 46.2 km | 1343 3431, 3562 |
| 6                                                     | 13                             | Poroszló, református templom                | 27.8 km | 47.0 km | 1068, 1343 3431, 3562 |
| 7                                                     | 14                             | Poroszló, posta                             | 28.3 km | 47.5 km | 1344, 1375, 1377, 1447, 1448, 1468 3431 |
| 8                                                     | 15                             | Poroszló vasútállomás                       | 29.8 km | 49.0 km | 3431 sebesvonat, személyvonat – Poroszló (108) |
| 9                                                     | 16                             | Poroszló, posta                             | 31.3 km | 50.5 km | 1344, 1375, 1377, 1447, 1448, 1468 3431 |
| 10                                                    | 17                             | Poroszló, református templom                | 31.8 km | 51.0 km | 1068, 1343 3431, 3562 |
| 11                                                    | 18                             | Poroszló, Fő út 81.                         | 32.6 km | 51.8 km | 1343 3431, 3562 |
| 12                                                    | 19                             | Poroszló, Vágóhíd út                        | 33.1 km | 52.3 km | 3431, 3562 |
| 13                                                    | 20                             | Újlőrincfalva, Fő út                        | 36.8 km | 56.0 km | 1068 3431, 3562 |
| 14                                                    | 21                             | Sarud, Pusztahídvég                         | 39.6 km | 58.8 km | 1068 3431, 3562 |
| 15                                                    | 22                             | Sarud, Petőfi út                            | 41.3 km | 60.5 km | 1068 3431, 3562 |
| 16                                                    | 23                             | Sarud, községháza vonalközi végállomás      | 42.0 km | 61.2 km | 3431 |
| 17                                                    | 24                             | Sarud, Táncsics út 26. vonalközi végállomás | 42.9 km | 62.1 km | 3431 |